# Marie-Luise Niewodniczańska
Marie-Luise Niewodniczánska, geborene Simon (* 1938 in Bitburg), ist eine deutsche Architektin, Kunstsammlerin und Denkmalpflegerin.

## Leben
Marie-Luise Simon ist eine Nachfahrin von Theobald Simon (1847–1924), einem der Gründer der Brauereidynastie Simon in Bitburg und Tochter von Theobald Simon (1906–1978). Sie ging in Bitburg zur Schule und hat in Freiburg Kunstgeschichte und Archäologie studiert. In Zürich, wo sie ihr Architektur-Studium als Dipl. arch. ETH abschloss, lernte sie den polnischen Physiker Tomasz Niewodniczański kennen, den sie 1960 in der Schweiz heiratete. Die kirchliche Trauung fand danach in der katholischen Pfarrkirche St. Paulin zu Trier statt. 1963 wurde der älteste ihrer drei Söhne in Bitburg geboren; danach zog die Familie gemeinsam nach Warschau, wo sie als Übersetzerin arbeitete. 1970 emigrierte die Familie in die Bundesrepublik Deutschland, wo sie in Darmstadt am Bauinstitut IBK tätig war. Ihr Mann Tomasz Niewodniczański übernahm 1975 die Geschäftsführung der Bitburger Brauerei; später übernahm er die Funktion als Finanz-Direktor der Bitburger Holding.
Sie selbst übernahm ab 1975 Lehraufträge an der Fachhochschule Trier mit Schwerpunkt Denkmalpflege im ländlichen Raum. Die Professur folgte 1991. Sie war im Vorstand der Deutsch-Polnischen Stiftung Kulturpflege und Denkmalschutz. Seit 1985 engagiert sie sich als Jurorin des Wettbewerbs „Unser Dorf hat Zukunft“; seit 2013 stiftet sie Preise für den Baukultur-Wettbewerb des Eifelkreises Bitburg-Prüm. Zusammen mit ihrem Mann wurde sie auch als Kunstsammlerin bekannt. 2009 zeichnete sie die Republik Polen zusammen mit ihrem Mann mit der Gloria-Artis-Medaille für kulturelle Verdienste aus.  
Sie war 2013 bis 2019 Präsidentin der Europäischen Vereinigung bildender Künstler Eifel Ardennen (EVBK). Ihre Mandate im Bitburger Stadtrat und im Kreistag, seit 1990 als FDP-Fraktionsvorsitzende, hat sie 2022 aus Altersgründen niedergelegt, das Kreistagsmandat hatte sie schon 2018 zurückgegeben.

## Familie
Marie-Luise Niewodniczańska gehört zur Inhaberfamilie der Bitburger Braugruppe. Ihr Mann Tomasz Niewodniczański starb im Jahr 2010. Ihr ältester Sohn Matthäus Niewodniczanski war bis  2024 geschäftsführender Gesellschafter der Bitburger Holding. Jan Niewodniczanski ist seit 2006 verantwortlich für das Ressort Technik und Umwelt der Bitburger Brauerei. Ihr jüngster Sohn Roman Niewodniczanski betreibt seit dem Jahr 2000 das Weingut Van Volxem an der Saar.

## Ehrungen
- Verdienstorden des Landes Rheinland-Pfalz (1983)
- Silberne Halbkugel des deutschen Nationalkomitees für Denkmalschutz (1988)
- Bundesverdienstkreuz am Bande (2007)[4]
- Gloria-Artis-Medaille für kulturelle Verdienste (2009)
- Deutscher Bürgerpreis im Eifelkreis Bitburg-Prüm (2015)

## Publikationen
- Dudeldorf bei Bitburg [Rheinische Kunststätten], Rheinischer Verein für Denkmalpflege und Landschaftsschutz, 1985.
- Eifeler Bauernhausfibel, Praktischer Leitfaden für die Erhaltung, Geschichtsverein Prümer Land, 1985.
- Kyllburg in der Eifel [Rheinische Kunststätten], Rheinischer Verein für Denkmalpflege und Landschaftsschutz, 1989.
- Stadt Bitburg [Rheinische Kunststätten], Rheinischer Verein für Denkmalpflege und Landschaftsschutz, 1993.
- Bauen in der West-Eifel, 2004 (Online: Initiative Baukultur Eifel).
- Thomas Niewodniczański (Hrsg.): „Ich bin gesund und fühle mich wohl“. Briefe polnischer Häftlinge aus den deutschen Konzentrationslagern. Übersetzt von Marie-Luise Niewodniczańska, Katalog zur Ausstellung aus der Sammlung Thomas Niewodniczański des Geschichtsvereins Prümer Land e.V. in der Kundenhalle der Kreissparkasse Bitburg-Prüm in Prüm, Prüm 2009.